# Экономические санкции против Ирана
Экономические санкции против Ирана — система экономических санкций (дискриминационных торговых ограничений), накладываемых правительствами различных стран на Иран. Связаны с разрабатываемыми в Иране ракетной и ядерной программами.

## 1950-е
Британский бойкот на иранские нефтепродукты начала 1950-х годов был ответом на национализацию принадлежавшей британскому правительству «Англо-иранской нефтяной компании». Правительство США поддерживало данный бойкот.
В связи с чрезвычайно серьёзным эффектом для британской экономики, правительство У. Черчилля совместно с американским руководством приняло решение свергнуть инициатора национализации, премьер-министра Ирана Мохаммада Моссадека.

## 1970-е
В 1979 году в Иране произошла Исламская революция. Вскоре появились слухи о том, что бежавший из страны незадолго до революции шах Мохаммед Реза Пехлеви, возможно, получит политическое убежище в США. В ответ на эти слухи группа радикально настроенных студентов захватила американское посольство в Тегеране, при этом 52 дипломата попали в плен. США ответили мгновенно, заморозив все иранские авуары и золотые запасы в своих банках.
Санкции включили в себя полный запрет гражданам и компаниям США вести бизнес в Иране или участвовать в совместных предприятиях с иранскими компаниями, в том числе в нефте-газовой отрасли. Американское правительство также подвергло санкциям предприятия других стран, которые нарушают условия американского эмбарго.

## 1980-е
После вторжения иракской армии в Иран в 1980 году правительство США усилило санкции против Ирана. Введённые в 1984 году санкции предусматривали запрет международным финансовым организациям на выдачу кредитов Ирану, всем странам — на продажу оружия и всякую помощь Ирану.
В 1987 году был полностью запрещён всякий товарообмен между США и Ираном. В этом же году иранские и американские корабли впервые сошлись в боевом столкновении.

## 1990-е
1995 — США в одностороннем порядке ввели торгово-экономические санкции против Ирана, а после подписания меморандума Гора-Черномырдина Россия заморозила поставки Ирану военной техники. В частности, Иран не получил 570 танков Т-72С, более тысячи БМП, средства ПВО; также запчасти к ранее поставленному вооружению (на вооружении армии Ирана находились 24 истребителя МиГ-29, 12 бомбардировщиков Су-24МК, три дизельные подводные лодки «Варшавянка», 422 танка Т-72С, 413 БМП-2, ЗРК С-200 и др). 
В 1995 году впервые были введены послабления в санкции: указом Клинтона было разрешено продавать в Иран американские товары (невоенные) через третьи страны.
В 1996 году Конгресс США утвердил закон о новых санкциях, в котором помимо прочего было указано, что любая компания, инвестировавшая в нефтяную энергетику Ирана более 20 миллионов долларов будет также подвержена санкциям, среди которых:
- запрет на межбанковскую деятельность;
- аннулирование лицензий компаний-«нарушителей» на экспорт оборудования в США;
- запрет на кредиты в более 10 миллионов долларов у американских банков;
- запрет американским компаниями инвестировать средства в компанию-«нарушитель»;
- запрет на покупку долговых обязательств американского правительства;
- запрет американским компаниям импортировать оборудование в указанное государство.

## 2000-е
Реформистское правительство Мохаммада Хатами не добилось практически никакого смягчения санкций, за исключением чисто символических жестов: снятие запрета на торговлю лекарствами, медицинского оборудования, икрой и коврами.
В феврале 2004 года министерство финансов США постановило, что рецензирование и публикация научных работ иранских учёных нарушает установленный США режим эмбарго в отношении Ирана. Официальный представитель минфина США Дэвид Миллз, ответственный за политику санкций, и сообщил представителям 30 издательств о необходимости получать лицензию министерства на публикацию научных работ из Ирана. Он также сообщил о том, что американские учёные, сотрудничающие с иранскими учёными будут привлечены к ответственности. Политике министерства финансов США последовали IEEE, Американское ядерное общество, Американское химическое общество и Американское общество микробиологии. В июне 2006 года парламент штата Флорида принял закон, запрещающий любые научно-исследовательские проекты учёных из Флориды в Иране, а также поездки в Иран американских учёных, работающих в институтах, получающих поддержку государства. Учёным из Флориды запрещается выполнять совместные с иранскими коллегами проекты или иметь любые контакты с Ираном.
В 2005 году правительство Ахмадинежада приняло решение расконсервировать программу по обогащению урана на территории Ирана, свёрнутую Хатами. В ответ на это администрация Джорджа Буша ввела целый ряд новых санкций: главным образом, против иранских банков, а также компаний и физических лиц, так или иначе связанных с атомной и оружейной промышленностью Ирана.

## 2010-е
В 2012 году правительство Ирана прекратило, в ответ на санкции западных стран, продажу нефти США и Великобритании, а с начала 2013 года — и Евросоюзу.
В июле 2015 года состоялась «ядерная сделка», заключённая между Ираном и шестёркой международных посредников (пять постоянных членов Совбеза ООН и Германия) (см. Ядерная программа Ирана).

### Оспаривание санкций
В 2012-13 годах суд ЕС своими решениями отменил санкции в отношении нескольких десятков иранских компаний, признав, что ЕС не смог в достаточной мере обосновать применение ограничительных мер против заявителей. В сентябре 2013 года такое решение было принято относительно Судоходных линий Исламской Республики Иран (Iran Shipping Lines, IRISL): суд счёл представленные европейскими правительствами доказательства предполагаемой причастности компании к распространению ядерного оружия недостаточными и «не оправдывающими принятие и сохранение ограничительных мер». Решение также распространялось на другие иранские судоходные компании, связанные с IRISL.

### Частичное снятие санкций
После того, как Иран пошёл на уступки по ядерной программе, власти США в 2016 году объявили об освобождении от санкций 59 физических лиц (граждан Ирана и других стран), 385 предприятий, 77 самолётов и 227 судов (в их числе нефтяные танкеры).
3 февраля 2017 года, уже спустя год после так называемой «ядерной сделки», было объявлено о новых санкциях со стороны США против Ирана. Это было сделано новой администрацией Дональда Трампа.
Израиль (Моссад) считает, что Иран не отказался от своих ядерных амбиций и его действия после «ядерной сделки» «только усиливает эту тенденцию» и наблюдаемое усиление региональной экспансии Ирана. Данная связь обусловлена тем, что отмена международных санкций привела к заключению Ираном многих контрактов с иностранными партнёрами, дала импульс развития его экономике и обеспечила ему приток валютных ресурсов, используемых Тегераном для финансирования КСИР и проиранских вооружённых формирований в Сирии, Ливане, Ираке и Йемене.
3 февраля под санкции попали 8 иранских компаний, деятельность которых якобы связана с терроризмом. Ещё против 17 компаний были приняты ограничительные меры из-за их участия в разработке и производстве баллистических ракет. Все эти меры приняты с целью сдерживания ядерной программы Ирана.
2018 — восстановление
В 2018 году администрация Трампа восстановила санкции против Ирана. Первый блок ограничительных мер США против Ирана коснулись автомобильного сектора Ирана, а также торговли золотом и другими металлами, и возобновились с 7 августа; второй блок санкций (касательно энергетического сектора Ирана, транзакций, имеющих отношение к углеводородному сырью, и транзакций, связанных с центральным банком Ирана) должен вступил в силу 4 ноября 2018 года. Вводя новые санкции против исламской республики, США пока вывели из-под их действия несколько стран-покупателей иранской нефти: Китай, Индию, Грецию, Южную Корею, Японию, Тайвань, Италию и Турцию.
В Евросоюзе выразили сожаление в связи с решением Вашингтона восстановить санкции. Тегеран заявил, что будет соблюдать условия соглашения о ядерной программе, если Евросоюз сможет компенсировать урон, который нанесут ему санкции Вашингтона. С 7 августа в ЕС вступает в силу обновлённый Блокирующий устав, положения которого направлены на защиту европейских компаний от влияния экстерриториальных санкций США; предпринимаются соответствующие меры.
Советник президента США по национальной безопасности Джон Болтон заявил, что Соединённые Штаты не позволят Евросоюзу или кому-то ещё обходить американские санкции в отношении Ирана.
В ноябре 2018 года Иран был отключён от международной межбанковской системы SWIFT.

31 января 2019 года Германия, Франция и Великобритания дали официальный старт работе инструмента взаиморасчётов с Ираном (аналог SWIFT для торговли с Ираном), призванного сохранить торгово-экономические отношения с этой страной и не допустить попадания европейских компаний под антииранские санкции США; инструмент обхода американских санкций получил название INSTEX (Instrument in Support of Trade Exchanges, «Инструмент поддержки в торговых операциях»). Имеются «два странных условия» (аятолла Садек Амоли Лариджани, глава судебной власти Ирана) для реализации механизма: речь идёт об обязательном присоединении Ирана к межправительственной организации по борьбе с отмыванием преступных доходов (FATF) и о вступлении его в переговоры по своей ракетной программе.
В марте 2023 учредители Евротройки (Великобритания, Франция и Германия) приняли решение о ликвидации INSTEX (согласно их заявлению, в рамках INSTEX Иран согласился на единственную сделку в 2020 году, когда из Европы им доставили медицинские товары, после этого Иран намеренно блокировал предлагаемые сделки со стороны Великобритании, Норвегии и европейских экспортёров)
В сентябре 2019 новый пакет мер коснулся, прежде всего, Центробанка Ирана.
В ноябре 2019 санкции Вашингтона были распространены на строительный сектор Ирана. Кроме того, под запрет подпали поставки Тегерану ряда материалов (металлов, угля и промышленного оборудования, материалы, которые могут использоваться для военного назначения: стальных труб, определённых видов стали и металлов, входящих в состав припоя); при этом, Помпео на 90 дней пролонгировал срок действия санкционных исключений, которые позволяют иностранным компаниям сотрудничать с Тегераном в рамках его атомной программы.

## 2020-е
В январе 2020, после кризиса с убийством американцами генерала Сулеймани, Трамп анонсировал новые «мощные санкции» против Ирана. 10 января Управление по контролю над иностранными активами внесло в санкционный список 8 высших должностных лиц Ирана (среди них — военачальник А. Шамхани и командующий войсками «Басидж» Г. Солеймани; США считают их причастными к убийству иранцев, участвующих в протестах).
30 марта 2022 США добавили в санкционные списки четыре компании из Ирана и одного гражданина исламской республики, Мохаммада Хосейни; ограничительные меры введены в рамках работы по предотвращению распространения ядерного оружия, сообщает американский Минфин.

### Покупка оружия в обход санкций
Часть экспертов утверждает, что несмотря на наложенные ограничения, Иран продолжал покупать оружие у Северной Кореи. Такая деятельность могла вестись с восьмидесятых годов. В страну по их версии поставлялись баллистические ракеты и подводные лодки из КНДР.

## Воздействие санкций на экономику Ирана
В феврале 2020 Иран обвинил санкции США в неудачном запуске своего спутника.
Влияние на медицинское обслуживание населения (в том числе во время эпидемии коронавируса 2020 года)